# Макаров, Андрей Сергеевич
Андрей Сергеевич Макаров (род. 8 марта 1964, Казань) — советский и российский хоккеист, нападающий. Тренер.

## Биография
Воспитанник СК им. Урицкого. За СК им. Урицкого — «Итиль» — «Ак Барс» провёл 13 сезонов (1980—1984, 1985—1993, 1996/1997), в 611 матчах забил 202 шайбы, отдал 78 передач. Армейскую службу проходил в ленинградском СКА (1983/84) и его фарм-клубе «Звезде» Оленегорск (1984/85). Играл за клубы первого шведского дивизиона «Троя-Юнгбю» (1993/94 — 1994/95) и «Антярн» Хернёсанд (1995/96). Выступал за «Нефтяник» Альметьевск (1996/97 — 1997/98) и «Нефтяник» Лениногорск (1998/99).
С 2000 года — тренер в хоккейной школе «Ак Барс». В сезоне 2016/17 — тренер команды ВХЛ «Барс» Казань. В сезонах 2017/18 — 2018/19 — главный тренер команды МХЛ «Ирбис». С 2019 года — тренер «Ирбиса».
Сын Данил (род. 1992) также хоккеист.